# Доброполье (Ростовская область)
Добропо́лье — посёлок в Милютинском районе Ростовской области.
Входит в состав Орловского сельского поселения.

## История
В 1987 году указом Президиума Верховного Совета РСФСР Посёлку центральной усадьбы совхоза «Каменный» присвоено наименование Доброполье.

## Население
| 2010 |
| ---- |
| 448  |

## Улицы
| - ул. Грушовая, - ул. Дачная, - ул. Раздольная, - ул. Речная, - ул. Садовая, | - ул. Свободы, - ул. Солнечная, - ул. Степная, - ул. Цветочная, - ул. Школьная, | - пер. Короткий, - пер. Мирный, - пер. Молодёжный, - пер. Торговый. |